# 3128 Obruchev
3128 Obruchev este un asteroid din centura principală, descoperit pe 23 martie 1979 de Nikolai Cernîh.